# Riserva naturale Iona Serra della Guardia
La riserva naturale Iona Serra della Guardia è un'area naturale protetta situata nella provincia di Cosenza. La riserva occupa una superficie di 264,00 ettari ed è stata istituita nel 1977.

## Fauna
Tra i mammiferi sono presenti Canis lupus (lupo), Capreolus capreolus (capriolo), Sciurus vulgaris (scoiattolo), Felis sylvestris (gatto selvatico), Sus scrofa (cinghiale), Martes martes (martora), M.
foina (faina), Mustela putorius (puzzola), M. nivalis (donnola), Meles meles (tasso), Lepus italica
(lepre italica), Vulpes vulpes (volpe).
È di grande interesse zoogeografico la presenza di un piccolo roditore della famiglia dei gliridi, il
Dryomys nitedula (driomio), a distribuzione paleartica ma presente in isolamento in Calabria con la
sottospecie endemica aspromontis.
Tra gli uccelli nidificanti: Accipiter gentilis (astore), Accipiter nisus (sparviere), Pernis apivorus
(falco pecchiaiolo), Buteo buteo (poiana), Dryocopus martius (picchio nero), Columba palumbus
(colombaccio), Otus scops (assiolo), Jinx torquilla (torcicollo), Picoides medius (picchio rosso
mezzano), Picoides major (picchio rosso maggiore), Turdus viscivorus (tordela), Regulus ignicapillus (fiorrancino), Parus palustris (cincia bigia), Phylloscopus sibilatrix (luì verde), Sitta europea (picchio muratore), Oriolus oriolus (rigogolo), Lanius collurio (averla piccola). Si
evidenzia che alcune specie di uccelli come ad esempio Regulus regulus (regolo), Carduelis spinus
(lucarino) e Loxia curvirostra (crociere), solite nidificare a latitudini maggiori, trovano nella riserva
un habitat idoneo.

## Flora
La foresta è composta da 170 ha di fustaia pura di pino laricio, 70 ha di fustaia mista di pino laricio e faggio e 24 ha di ceduo di castagno di probabile origine artificiale. È presente sporadicamente anche il cerro.